# Frizoni

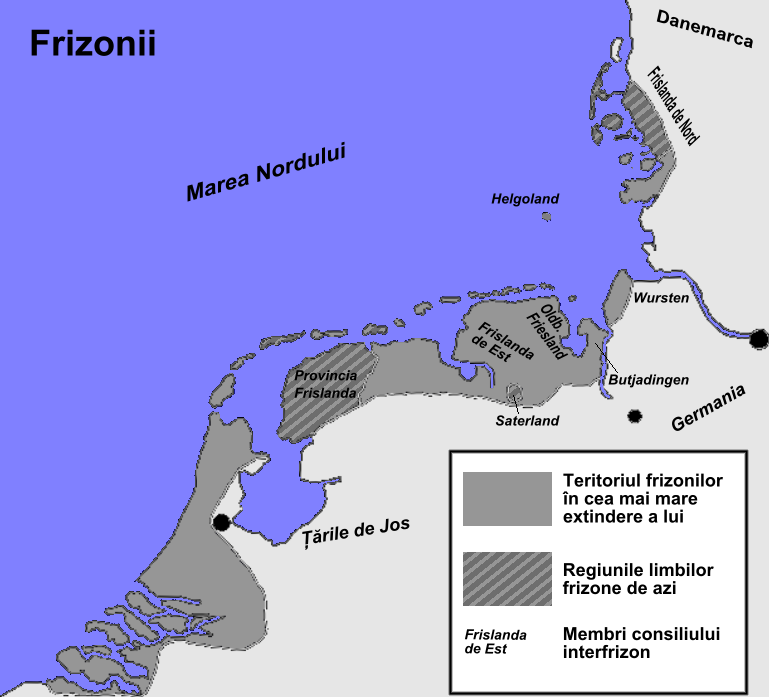
Teritoriul frizonilor

Frizonii sunt un grup etnic germanic nativ pe coasta Mării Nordului în Țările de Jos și în nordul Germaniei. Frizonii sunt reconoscuți în Germania și în Țările de Jos ca minoritate națională.
Astăzi mai exista trei regiuni unde se găsesc frizoni:
- Frizonii care locuiesc în Țările de Jos între IJsselmeer (fosta Zuiderzee) și Râul Lauwers, deci în Provincia Frislanda, sunt denumiți în Germania frizoni occidentali, dar ei se numesc singuri Westerlauwersk Friezen (frizoni de vest-lauwers), pentru că regiunea Frislanda de Vest se află în provincia Olanda de Nord și noțiunea Frizoni occidentali în Țările de Jos nu se referă la apartenență națională, ci la locuința oamenilor.
- A doua grupă locuiesc în Germania în Saxoniei Inferioară, de la granița cu Țările de Jos până dincolo de râul Weser. Dată fiind istoria lor, frizoni orientali sunt foarte răspândiți. Teritoriile frizonilor orientali, unde identitatea frizonă este mai mult sau mai puțin accentuată, sunt Frislanda de Est, districtul Friesland, Saterland, Butjadingen și Land Wursten. În toate aceste teritorii locuiesc 500.000 de oameni, numărul real al frizonilor în Saxonia Inferioră este greu de apreciat.
- Frizonii nordici, ce de-a treia grupă, se găsesc în Schleswig-Holstein. Locuiesc în vestul districtului Frislanda de Nord, pe insulele frizone nordice și pe insula Helgoland.

## Legături externe
- en The Frisian Meeting Place Arhivat în 10 ianuarie 2015, la Wayback Machine.
- en la nl Lex Frisionum
- en History of the Frisian folk Arhivat în 2 ianuarie 2013, la Wayback Machine.